# Arachnospila amurensis
Arachnospila amurensis (лат.) — вид дорожных ос рода Arachnospila (Pompilidae). Дальний Восток России.

## Описание
Среднего размера красно-чёрная дорожная оса. Длина окол 1 см. Новый вид отличается от других видов номинативного подрода строением гениталий самца (гипопигий базально без резких различий между склеротизованной и несклеротизованной частями; срединный киль гипопигия прямой), опушением (нижняя часть лица с серебристым опушением), окраской (тергиты T1, T2 или только T2 желтовато-красные). У самки протарсомер 1 с тремя шипами тарзального гребня; протарсомер 5 вентрально без боковых шипиков; только Т2 желтовато-красный. Вид был впервые описан в 1860 году российским энтомологом Виктором Ивановичем Мочульским под названием Pompilus amurensis Motschulsky, 1860.

## Распространение
Этот вид встречается на Дальнем Востоке России: Приморский край, Хабаровский край, Еврейская автономная область, Читинская область.